# Concejo Regional Samaria
El Concejo Regional de Samaria (en hebreo: מועצה אזורית שומרון‎, Mo'atza Azorit Shomron) es un concejo regional israelí ubicado al norte de Cisjordania (Palestina). Dentro de su jurisdicción proporciona los servicios municipales a unos 35 asentamientos israelíes con una población total de alrededor de 23.600 personas. Las oficinas principales están ubicadas en el Parque Industrial Bakú. El logotipo del concejo está inscrito con las palabras Bíblicas de Jeremías 31:5: "De nuevo plantarás viñas en los montes de Samaria", haciendo referencia a la industria de viticultura de la región.
El área municipal del concejo se extiende por unos 2.800 kilómetros cuadrados. Hasta el otoño de 2005 cuando algunas de sus tierras municipales fueron abandonadas como parte de la retirada israelí, el concejo de Samaria era el concejo regional más grande por territorio. En agosto del 2015, Yossi Dagan fue elegido para la posición de presidente del Concejo Regional de Samaria con un 62% de los votos.
Los asentamientos israelíes son ilegales según el derecho internacional. El artículo 49 del Cuarto Convenio de Ginebra, del que Israel es firmante, especifica que «la Potencia ocupante no podrá efectuar la evacuación o el traslado de una parte de la propia población civil al territorio por ella ocupado». El 19 de julio de 2024, la Corte Penal Internacional dictaminó que los asentamientos israelíes «violan el derecho internacional» y ordenó que Israel debe «detener los asentamientos y evacuar a los colonos».

## Geografía
El área municipal del concejo se extiende por unos 2,800 kilómetros cuadrados en territorio ocupado palestino, lo que correspondería a un 10% del área total del Estado de Israel en sus fronteras reconocidas internacionalmente. En área municipal, el Concejo Regional de Samaria está entre las mayores autoridades territoriales del país.
Las límites municipales:

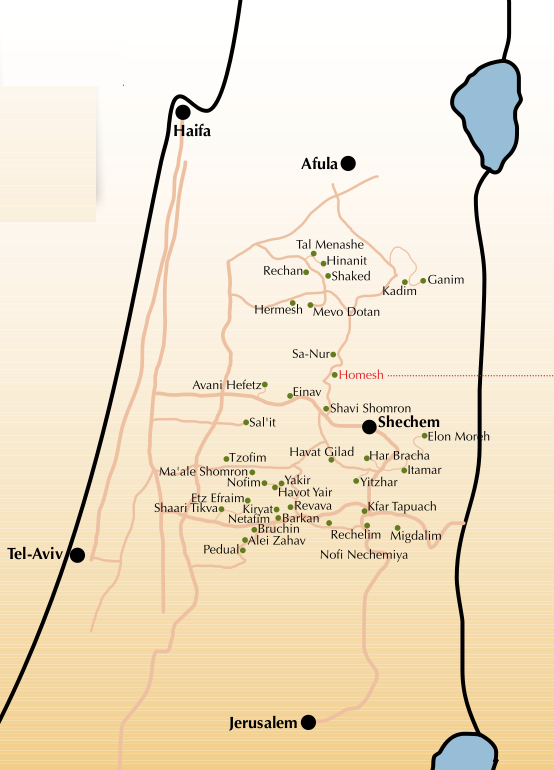
Mapa de los asentamientos del Concejo Regional de Samaria.

- Norte: los antiguos poblados de Ganim y Kadim, hasta el cruce de Megido.
- Oeste: desde el asentamiento de Tzofim hasta Kfar Saba.
- Sur: los asentamientos de Peduel y Alei Zahav.

El Concejo está dividido en regiones geográficas, donde cada región tiene sus características propias:
- La región Norte de Samaria: Hinanit, Hermesh, Tal Menashe, Mevo Dotan, Reihan, Shaked. Todos los asentamientos son seculares excepto Tal Menashe. La población es de alrededor de 2,000 habitantes.
- Samaria Centro-Occidental:  Avnei Hefetz, Barkan, Ma'ale Shomron, Nofim, Sal'él, Einav, Etz Efraim, Peduel, Tzufim, Kiryat Netafim, Revava, Shavei Shomron, Sha'arei Tikva, Yakir: población mixta (secular y religiosa). La mayoría de los asentamientos son grandes y bien establecidos. Si se añaden los concejos locales de Samaria (Alfei Menashe, Elkana, Immanuel, Karnei Shomron, Kedumim, Oranit y Ariel), todos ubicados en esta región, la población de colonos judíos alcanza unos 60,000 habitantes.
- Comunidades de la Sierra: Elon Moreh, Itamar, Har Brajá, Yitzhar (un asentamiento cercano a Nablus cuya población alcanza aproximadamente de unos 3,000 habitantes), y un poco más al sur, Kfar Tapuach, Rehelim, y Migdalim, con menos de 1000 residentes.

## Turismo
El gobierno local y los residentes de Samaria abrieron la región al turismo local e internacional. Bodegas Boutique, granjas ecológicas, históricas y sitios bíblicos se han convertido en atracciones turísticas. El pastor judío de Kfar Tapuach, el parque de Bakú Industrial y senderos turísticos en las reservas naturales atraen a muchos turistas de todo el mundo. El ministro de turismo de Israel Yariv Lavin fue citado diciendo: «creo firmemente en el potencial turístico de Samaria. Te puedo decir por experiencia personal que he visitado Samaria muchas veces, y podría muy bien ser la región más bella de Israel».

### Ciudades hermanadas
El 12 de septiembre del 2016, la Ciudad de Hempstead en Nueva York firmó una declaración de cooperación con el Concejo Regional de Samaria en la zona controlada por Israel de Judea y Samaria, como esfuerzo para contrarrestar el movimiento BDS. El presidente del concejo Yossi Dagan, el supervisor de la Ciudad Anthony Santino, el consejero Bruce Blakeman, Anthony D'Esposito, y Edward Ambrosino firmaron el documento.

## Asentamientos del Concejo Regional de Samaria
El asentamiento más poblado del Concejo Regional de Samaria actualmente es Sha'arei Tikva, con una población de unos 5,500 habitantes.

### Lista de asentamientos
| - Alei Zahav - Avnei Hefetz - Barkan - Bruchin - Einav - Elon Moreh - Etz Efraim - Har Brajá - Hermesh - Hinanit - Itamar - Kfar Tapuach - Kiryat Netafim - Ma'ale Shomron - Mevo Dotan | - Migdalim - Nofei Nehemia - Nofim - Peduel - Rehelim - Reihan - Revava - Sal'it - Sha'arei Tikva - Shaked - Shavei Shomron - Tel Menashe - Tzofim - Yakir - Yitzhar |

### Asentamientos destruidos
Durante la implementación del plan de retirada israelí de septiembre/de agosto del 2005, los residentes de cuatro de los asentamientos de Samaria fueron expulsados, sus edificios residenciales destruidos, y los campos entregados a los palestinos, incluyendo territorio que formaba parte al Área C según los Acuerdos de Oslo:
- Ganim
- Homesh
- Kadim
- Sa-Nur